# غيل مورغان هيكمان
غيل مورغان هيكمان (بالإنجليزية: Gail Morgan Hickman)‏ هو منتج أفلام وكاتب سيناريو أمريكي، ولد في 14 ديسمبر 1952.

## وصلات خارجية
- غيل مورغان هيكمان على موقع IMDb (الإنجليزية)
- غيل مورغان هيكمان على موقع ألو سيني (الفرنسية)
- غيل مورغان هيكمان على موقع أول موفي (الإنجليزية)
- غيل مورغان هيكمان على موقع قاعدة بيانات الأفلام السويدية (السويدية)
- غيل مورغان هيكمان على موقع قاعدة بيانات الفيلم (الإنجليزية)
- غيل مورغان هيكمان على موقع كينوبويسك (الروسية)